# Marina Nohalez Caballero
Marina Nohalez Caballero (* 5. Juli 1974 in Alaquàs) ist eine ehemalige spanische Fußballspielerin.

## Karriere

### Vereine
Nohalez spielte zuletzt im Seniorinnenbereich für den EFB Torrent, bevor sie zur Saison 1999/00 vom Erstligisten UD Levante verpflichtet wurde. Ihre ersten beiden Saisons bestritt sie in der División de Honor, danach in der Superliga; so die seinerzeitigen Bezeichnungen für die höchste Spielklasse im spanischen Frauenfußball. Während ihrer Vereinszugehörigkeit gewann sie dreimal die Meisterschaft und sechsmal den nationalen Vereinspokal.

### Nationalmannschaft
Nohalez bestritt für die A-Nationalmannschaft Länderspiele. Mit ihr nahm sie an der vom 29. Juni bis zum 12. Juli 1997 in Norwegen und Schweden ausgetragenen Europameisterschaft teil und bestritt alle drei Spiele der Gruppe A sowie das mit 1:2 verlorene Halbfinale gegen die Nationalmannschaft Italiens. Zudem wurde sie in den beiden Begegnungen mit der Nationalmannschaft der Niederlande in der Qualifikationsgruppe 2 für die vom 5. bis zum 19. Juni 2005 anstehende Europameisterschaft in England, eingesetzt.

## Erfolge
- Spanischer Meister 2001, 2002, 2008
- Spanischer Pokalsieger 2000, 2001, 2002, 2004, 2005, 2007